# 丸山孝彦
丸山 孝彦（まるやま たかひこ、1946年11月14日 - ）は、福岡県京都郡勝山町大字上黒田（※現役当時、現・同郡みやこ町勝山上黒田）出身で時津風部屋に所属した元大相撲力士。本名同じ。最高位は東前頭13枚目（1976年1月場所）。得意手は右四つ、上手投げ、寄り。現役時代の体格は183cm、117kg。

## 来歴・人物
中学卒業後、元横綱・双葉山が率いる時津風部屋に入門し、1962年5月場所にて15歳で初土俵を踏んだ。同期の初土俵組には、後の前頭・朝岡らがいる。序ノ口当初より、本名でもある「丸山」の四股名で相撲を取った。
その後、1968年3月より「純光（よしみつ）」に改名したが、1年ほどで元の「丸山」の名に戻している。同年以来幕下上位に定着し、1970年7月場所では、同部屋の後輩である長浜（後の小結・豊山）と幕下優勝を争った（決定戦で敗れ、惜しくも優勝は逸している）。翌場所十両に昇進したが、4場所で幕下に陥落。その後は幕下22枚目まで下がった事もあったが、1972年9月場所で十両へと復帰した。
以降は幕下へ落ちる事もなく、1973年5月場所で新入幕。だが、前場所終盤で負傷した右膝の状態が思わしくなく、晴れの新入幕場所を全休する事態に陥った。幕内での公傷制度適用第1号となったため十両落ちは免れたが、幕内2場所目の7月場所では4勝11敗と大敗した。
その後は幕下30枚目まで番付を下げながらも徐々に盛り返し、1976年1月場所で再入幕を果たした。しかし、和錦との対戦で左足と肋骨を痛め、14日目より休場。結局、膝の古傷とこの怪我で力士生命を縮める事となってしまった。
最後は再度幕下まで陥落して、同年9月場所後、29歳で廃業した。

## 主な戦績
- 現役在位：85場所
- 通算成績：401勝368敗26休 勝率.521
- 幕内在位：3場所
- 幕内成績：8勝20敗17休 勝率.286
- 各段優勝
  - 十両優勝：1回（1973年1月場所）[1]
  - 幕下優勝：1回（1974年7月場所）

### 幕内対戦成績
| 力士名 | 勝数 | 負数 | 力士名 | 勝数 | 負数 | 力士名 | 勝数 | 負数 | 力士名 | 勝数 | 負数 |
| ------ | ---- | ---- | ------ | ---- | ---- | ------ | ---- | ---- | ------ | ---- | ---- |
| 荒瀬   | 0    | 1    | 巌虎   | 1    | 0    | 和錦   | 0    | 1    | 北瀬海 | 1    | 0    |
| 大旺   | 0    | 1    | 天龍   | 1    | 1    | 羽黒岩 | 0    | 1    | 播竜山 | 0    | 1    |
| 二子岳 | 1    | 1    | 前の山 | 0    | 1    | 増位山 | 0    | 1    | 陸奥嵐 | 0    | 1    |
| 龍虎   | 1    | 0    | 若獅子 | 0    | 1    | 若ノ海 | 0    | 1    |        |      |      |

## 改名歴
- 丸山（1962年9月場所-1968年1月場所、1969年3月場所-1976年9月場所）
- 純光（1968年3月場所-1969年1月場所）